# ميك مور
ميك مور (بالإنجليزية: Mick Moore)‏ (20 يوليو 1952 في المملكة المتحدة - ) هو لاعب كرة قدم بريطاني في مركز الوسط. لعب مع بريستون نورث إيند وبلاكبيرن روفرز وبورت فايل ونادي ساوثبورت وويغان أتلتيك ودالاس تورنايدو ونادي تشورلي ونادي بارو ونادي ألترينتشام وGlossop North End A.F.C. ‏ وليه جنيسيس ‏ وGreat Harwood F.C. ‏.